# Challenge Bell 1996
Challenge Bell 1996 — тенісний турнір, що проходив на закритих кортах з килимовим покриттям Club Avantage Multi-Sports у Квебеку (Канада). Належав до турнірів 3-ї категорії в рамках Туру WTA 1996. Відбувсь учетверте й тривав з 21 до 27 жовтня 1996 року. Ліза Реймонд здобула титул в одиночному розряді.

## Фінальна частина

### Одиночний розряд
Ліза Реймонд —  Елс Калленс, 6–4, 6–4
- Для Реймонд це був 2-й титул за сезон і 5-й — за кар'єру.

### Парний розряд
Деббі Грем /  Бренда Шульц-Маккарті —  Емі Фрейзер /  Кімберлі По, 6–1, 6–4
- Для Грем це був 2-й титул за сезон і 4-й — за кар'єру. Для Шульц-Маккарті це був 6-й титул за сезон і 15-й — за кар'єру.